# Kristen Skjeldal
Kristen Skjeldal (Voss, 27 de mayo de 1967) es un deportista noruego que compitió en esquí de fondo. 
Participó en tres Juegos Olímpicos de Invierno, entre los años 1992 y 2002, obteniendo en total tres medallas, oro en Albertville 1992, en la prueba de relevo (junto con Terje Langli, Vegard Ulvang y Bjørn Dæhlie), y oro y bronce en Salt Lake City 2002, en el relevo (con Anders Aukland, Frode Estil y Thomas Alsgaard) y los 30 km.

## Palmarés internacional
| Juegos Olímpicos | Juegos Olímpicos                | Juegos Olímpicos  | Juegos Olímpicos |
| Año              | Lugar                           | Medalla           | Prueba           |
| ---------------- | ------------------------------- | ----------------- | ---------------- |
| 1992             | Albertville (Francia)           | Medalla de oro    | Relevo 4 × 10 km |
| 2002             | Salt Lake City (Estados Unidos) | Medalla de oro    | Relevo 4 × 10 km |
| 2002             | Salt Lake City (Estados Unidos) | Medalla de bronce | 30 km            |